# Acheilognathinae
Sous-famille
Les Acheilognathinae sont une sous-famille de poissons d'eau douce de la famille des Cyprinidae.

## Liste des genres
Selon World Register of Marine Species (13 février 2019) :
- genre Acheilognathus Bleeker, 1859
- genre Paratanakia Chang, Chen & Mayden, 2014
- genre Pseudorhodeus Chang, Chen & Mayden, 2014
- genre Rhodeus Agassiz, 1832
- genre Tanakia Jordan & Thompson, 1914

Remarque: pour FishBase et en.wikipedia, le genre Acanthorhodeus (non accepté par WoRMS) fait partie de la sous-famille.